# Tarenna spiranthera
Tarenna spiranthera là một loài thực vật có hoa trong họ Thiến thảo. Loài này được (Drake) Homolle miêu tả khoa học đầu tiên năm 1938.